# Veli Lošinj
Veli Lošinj (olaszul: Lussingrande) falu Horvátországban Tengermellék-Hegyvidék megyében. Közigazgatásilag Mali Lošinjhoz tartozik.

## Fekvése
Lošinj szigetének délkeleti részén a 231 méter magas Kalvarija-domb északi lábánál az azonos nevű öbölben fekszik. A sziget második legnagyobb, egyúttal legrégibb települése. A sziget központja Mali Lošinj városa 3 km-re északnyugatra található innen.

## Történelme
A régészeti leletek tanúsága szerint ez a vidék már négyezer éve folyamatosan lakott. Első ismert lakói az illírek voltak, majd őket a rómaiak követték. Az ókorban Cres és Lošinj szigete még egy szigetet képezett, melyet Apszürtosz görög mondai hősről Apszirtidesznek neveztek. A szigetet azonban még az ókorban kereskedelmi okok miatt Osornál egy csatornával kettévágták. A 9. századtól Osor püspökségi székhely és e terület gazdasági, kereskedel és vallási központja volt. Veli Lošinj területe a 13. századig valószínűleg csak gyéren lakott volt, lakói pásztorok voltak. A hagyomány szerint 1280 körül a sziget déli részén az akkor már álló Szent Miklós-templom környékén tizenkét horvát család telepedett le. Az így kialakult települést „Velo Selonak” (azaz „nagy falunak”) nevezték. Ezek a családok főként állattartásból, kisebb mértékben földművelésből, halászatból éltek. Házaik szétszórtan az egyes földbirtokokon és nem az utcák mentén helyezkedtek el.
A település először csak 1398-ban kerül említésre „Velo Selo” néven. A 15. század elején Lošinj a Kvarner szigeteivel és Dalmáciával együtt velencei uralom alá került. Ebben az időben épült a település és a kikötő védelmére az őrtorony. Az uszkókok történetük során kétszer, 1580-ban és 1614-ben pusztították Mali és Veli Lošinj településeket. Az itt lakók, az egykori pásztorok és földművesek utódai azonban mindig újrakezdték az életet. A hajózás és a kereskedelem a 17. században indult fejlődésnek. Erre az időre Veli Lošinj már mintegy amfiteátrumszerűen épült ki az azonos nevű öböl köré. Kialakult a településközpont szerkezete a tengerparti központi térrel és a két utcával, melyek közül az egyik a Rovenska-öbölbe vezetett ahol a halászok településrésze volt jellegzetes kis kőházaikkal. A régi romos 15. századi kis templom helyén felépült a Remete Szent Antal plébániatemplom, melyet a 17. században nagy háromhajós bazilikává építettek ki, majd 1774-ben barokk stílusban teljesen átépítették és ekkor alakult ki a mai formája. Itt található az itáliai mesterek leggazdagabb galériája a Kvarner egész térségében (B. Vivarini, B. Strozzia, L. Quarena, F. Hayeza, L. del Cossa, F. Polenza). A kikötő közelében található az 1510-ben épített, később barokk stílusban átépített Szűz Mária templom. Itt velencei mesterek 16. és 18. század között készített képeivel találkozhatunk.
A hajózás és a kereskedelem különösen a 18. században fejlődött gyors ütemben, mely nagy jólétet hozott a településnek, de a szomszédos Mali Lošinj fejlődése még gyorsabb volt. Ebben az időszakban kerekedett gazdaságilag a rivális Veli Lošinj fölé. 1797-ben Napoléon Bonaparte tábornok megdöntötte a Velencei Köztársaságot. Mali és Veli Lošinj már a francia uralom idején 1806-ban független lett közigazgatásilag Osortól, melyhez korábban tartozott. Ekkor épültek a nagyobb főutak, mint a települést Mali Lošinjjal és Osorral összekötő főút, valamint lejjebb a Mali Lošinjba vezető „Lungo mare” sétaút. Az osztrák uralom idején 1813 és 1918 között Losinjt közigazgatásilag Isztriához csatolták, melynek tartományi székhelye Trieszt volt.
A turizmus a 20. században is töretlenül fejlődött, a gőzhajózás felfedezése és a szőlőt pusztító filoxérai járvány azonban a gazdasági fejlődés visszaeséséhez vezetett. A település 1918-ig az Osztrák–Magyar Monarchia része volt, majd a rapallói egyezmény értelmében olasz megszállás alá került. 1943-ban horvát és jugoszláv egységek szabadították fel. A német megszállás 1943-tól 1945. április 20-ig tartott. A második világháború után a település lakossága már csak 2200 lelket számlált. 1945 és 1990 között Jugoszlávia része volt, majd az önálló horvát állam megalakulása után Horvátország része lett. 2011-ben 891 lakosa volt. A legjelentősebb megélhetési forrás a turizmus, a hajóépítés és a halászat.

## Lakosság
| Lakosság változása | Lakosság változása | Lakosság változása | Lakosság változása | Lakosság változása | Lakosság változása | Lakosság változása | Lakosság változása | Lakosság változása | Lakosság változása | Lakosság változása | Lakosság változása | Lakosság változása | Lakosság változása | Lakosság változása | Lakosság változása |
| ------------------ | ------------------ | ------------------ | ------------------ | ------------------ | ------------------ | ------------------ | ------------------ | ------------------ | ------------------ | ------------------ | ------------------ | ------------------ | ------------------ | ------------------ | ------------------ |
| 1857               | 1869               | 1880               | 1890               | 1900               | 1910               | 1921               | 1931               | 1948               | 1953               | 1961               | 1971               | 1981               | 1991               | 2001               | 2011               |
| 1958               | 1969               | 1938               | 1859               | 1932               | 1992               | 1552               | 1608               | 1060               | 813                | 852                | 868                | 906                | 994                | 917                | 891                |

## Nevezetességei
- Remete Szent Antal tiszteletére szentelt plébániatemploma 1450 körül épült. A 17. században nagy háromhajós bazilikává építették ki, majd 1774-ben klasszicizáló barokk stílusban teljesen átépítették és ekkor alakult ki a mai formája. A templom közvetlenül az öböl partján áll, különálló harangtornya kissé beljebb, a templom szentélyétől keletre található. A templom számos értékes művet rejt magában. A főoltáron Szent Antal és Spoletói Szent Gergely szobrai állnak, a tabernákulum domborműve az „Emmauszi vacsora” Albertini di Pirano munkája. A Szent Balázs oltár képén Szent Balázs püspök, Nepomuki Szent János, Néri Szent Fülöp és Szent Katalin szűz és vértanú ábrázolása Cosroe Dusi alkotása látható. Az oltár domborműve a lelkeket a tisztítótűzből kiszabadító angyalokat ábrázolja. A Szent József oltáron a Háromkirályok ábrázolása Francesco Hayez műve, aki Gáspár király alakját mecénásáról Gaspare Craglietto kapitányról mintázta. A Szent Kereszt oltár a legfinomabb márványból készült. Tabernákulumában a Szent Kereszt két darabját őrzik. Az oltár a velencei Giudecca-szigeti Santa Croce-kolostor templomából származik és azután került ide, miután Napóleon elfoglalta Velencét. A Kármelhegyi Boldogasszony oltár képén a Kármelhegyi Boldogasszony, Mihály főangyal, Szent Antal apát, Szent Domonkos és a tisztítótűzben szenvedő lelkek Francesco Potenza alkotásai. A Keresztelő Szent János oltár képe Lattanzio Querena műve. Az oltáron látható Rózsafüzér királynője szobor Giovanni Bonazza alkotása. Spoletói Szent Gergely oltárán a szent mellett balról Szent Antal apát, jobbról Páduai Szent Antal látható, alkotója Liberale Cossa. A tabernákulumban Spoletói Szent Gergelynek, Veli Lošinj védőszentjének ereklyéit őrzik. A Szűzanya és a szentek kép Bartolomeo Vivarini alkotása, a képen a Szűzanya mellett balról Szent Jeromos, Szent Ágnes és Szent Lúcia, jobbról Szent Katalin, Szent Auguszta és Szent Ágoston láthatók. A szentély mennyezetén Francesco Maggio alkotása a Szentháromság, Szent Gergely és Szent Antal apoteózisa. A stukkó négy medaljonja Clemente Somazzi műve.[4]
- A Velencei torony[5] a település védelmére épült a 15. században reneszánsz stílusban. A torony viszonylag alacsony és zömök vastag falakkal, hogy ellenálljon az ágyútűznek. Felső részén pártázatos, mely támadás idején jobb célzásra ad módot. A tornyot az idők során többször is átépítették, első alkalommal 1774-ben újították meg. 1911-ben az osztrák udvar, valószínűleg Károly István főherceg a haditengerészet főfelügyelője utasítására újították meg falait. Ma a település galériája található benne.
- A Leva (vagy Feral) foknál ma sétaút és kilátóhely található. Nevét a spanyol eredetű Leva családról az egyik legismertebb veli lošinji tengerészcsaládról kapta. Itt létesítette Ambroz Haračić az első meteorológiai állomást.
- A Szent Kereszt-kápolnát a 19. században az új temető létesítésével egy időben építették.
- Az Angyalok Királynője templom 1510-ben háromhajós templomként épült. 1732-ben átépítették. Ekkor épült meg a központi kupolás szentély és a kívülről félköríves apszis. A templomban velencei művészek (Pellegrini, Fontebasso) 16. -17. századi alkotásainak gazdag gyűjteménye látható a Szentírásból vett jelenetekkel. Az egyik képet Tizianónak tulajdonítják. Orgonáját 1781-ben Gaetano Callido építette.
- A Szent József-templomot és a plébánia épületét egy korábbi azonos nevű kápolna helyén 1849-ben kezdték építeni. 1854-ben kolostorában itáliai bencések tartózkodtak, őket a jezsuiták követték. 1894 és 1920 között a ferenceseké volt. Az 1920-as években belőle alakították ki a veli lošinji plébániát.
- A Szent Péter templomot Pietro Giovanni Petrina kapitány adományából építették 1666-ban és eredetileg a Szent Kereszt tiszteletére szentelték fel. 1729-ben unokája bővíttette és emlékére Szent Péter tiszteletére szentelték fel.
- A Wartsee-kastélyt Károly István főherceg építtette 1886-ban. A kastély hatalmas parkjában sok, külföldről behozott gyógynövényt ültetett. Később más háztulajdonosok is követték példáját, így alakult ki Veli Losinj mai, virágdíszes képe. A főherceg 1892-ben téli és nyári klimatikus gyógyintézetet alapított benne. Sétányainak hosszúsága eléri a két kilométert. A kastély ma tüdőszanatórium.
- Az egyhajós Szent Miklós (ma Szent Anna) kápolna a 11. században épült, a település legrégibb épülete. A 15. század elején és a 18. században átépítették. A kápolna körül alakult ki a sziget első települése. Belül népviseletbe öltözött tengerészek képmásai és 18. századi fogadalmi képek láthatók.
- A település legmagasabb pontján áll a Hramina, a település legrégibb épületének maradványa.
- A Szent János-templomot 1755-ben építették a 234 méter magas Kálváriadombra. Tőle nem messze láthatók azoknak a kunyhóknak a romjai ahol 1807 és 1834 között a zágrábi püspökségnek a Szentföldről hazatért remetéi éltek.
- A Petrina-palota 1720-ban épült azon a helyen, ahol valószínűleg korábban a Petrina család háza állt. 1881-ben szegények házává alakították át, ma öregek otthona működik benne.
- A Rudy-szálloda épületét 1887-ben Jozef von Rudy bécsi gyógyszerész építtette. Ez volt a település első panziója, melyet ma szép rendezett park és teniszpálya vesz körül.
- A 20. század elején érkezett ide az esztergomi Szalay István asztalos, aki feleségével a grazi születésű Annával itt nyitotta meg szállóját és éttermét abban az utcában, melyet az öregebb helybeliek ma is Szalay utcának neveznek. Az egykori étterem helyén a két világháború között az olasz Tarabocchia családnak volt kávéháza a Café Concordia. A Café Concordia capuccinójáról és Dreher söréről volt ismert.[6]

## Galéria
- Veli Lošinj az öböl felől
- A plébániatemplom homlokzati része
- A plébániatemplom belseje
- A Szent Miklós-templom
- A Velencei torony
- Veli Lošinj kikötő
- Az Angyalok Királynője-templom
- A Jézuis Szíve-kápolna
- A Wartsee-kastély
- A kikötő este